# Mario Prunas
Mario Prunas († 1983 in Stockholm) war ein italienischer Diplomat.
Er war ein Neffe des Diplomaten Renato Prunas (* 21. Juni 1892 in Cagliari; † 25. Dezember 1951 in Kairo), Generalsekretär des Außenministeriums von 1943 bis 1946.

## Werdegang
Von 1955 bis 1963 war er Gesandtschaftssekretär zweiter Klasse in Kairo, wo er am 7. Oktober 1959 als Gesandtschaftsrat akkreditiert worden war.
Von 1974 bis 1978 war er Botschafter in Bangkok und gleichzeitig in Laos akkreditiert.
Von 1979 bis 1983 war er Botschafter in Stockholm.